# NGC 5660
NGC 5660 је спирална галаксија у сазвежђу Волар која се налази на NGC листи објеката дубоког неба.
Деклинација објекта је + 49° 37' 21" а ректасцензија 14h 29m 48,7s. Привидна величина (магнитуда) објекта NGC 5660 износи 11,7 а фотографска магнитуда 12,4. Налази се на удаљености од 37,2000 милиона парсека од Сунца. NGC 5660 је још познат и под ознакама UGC 9325, MCG 8-26-39, CGCG 247-35, IRAS 14280+4950, PGC 51795.